# William Anthony McGuire
Pour les articles homonymes, voir McGuire.
William Anthony McGuire est un dramaturge et scénariste américain né le 9 juillet 1881 à Chicago (Illinois) et mort le 16 septembre 1940 à Los Angeles (Californie).

## Théâtre
- 1910 : The Heights, pièce écrite par W. A. McGuire
- 1919 : A Good Bad Woman, pièce écrite par W. A. McGuire
- 1920 : Frivolities of 1920, revue écrite et mise en scène par W. A. McGuire
- 1921 : Six-Cylinder Love, pièce écrite par W. A. McGuire
- 1922 : It's a Boy!, pièce écrite par W. A. McGuire
- 1923 : Kid Boots, comédie musicale, livret de W. A. McGuire
- 1924 : Ziegfeld Follies of 1924, revue dialoguée par W. A. McGuire
- 1925 : Twelve Miles Out, pièce écrite et mise en scène par W. A. McGuire
- 1926 : Betsy, comédie musicale, mise en scène de W. A. McGuire
- 1926 : If I Was Rich, pièce écrite et mise en scène par W. A. McGuire
- 1928 : Whoopee!, comédie musicale, livret et mise en scène de W. A. McGuire
- 1928 : The Three Musketeers, comédie musicale, livret et mise en scène de W. A. McGuire
- 1928 : Rosalie, comédie musicale, livret et mise en scène de W. A. McGuire
- 1929 : Show Girl, comédie musicale, livret et mise en scène de W. A. McGuire
- 1930 : Smiles, comédie musicale, livret et mise en scène de W. A. McGuire
- 1930 : Ripples, comédie musicale, livret et mise en scène de W. A. McGuire

## Filmographie
- 1916 : Tangled Fates de Travers Vale
- 1919 : Playthings of Passion de Wallace Worsley
- 1923 : Vivons cachés de Elmer Clifton
- 1926 : Kid Boots de Frank Tuttle
- 1926 : Les Dieux de bronze de Allan Dwan
- 1927 : Le Bateau ivre de Jack Conway
- 1930 : Whoopee! de Thornton Freeland
- 1931 : Skyline de Sam Taylor
- 1931 : ¿Conoces a tu mujer? de David Howard
- 1931 : Six Cylindres et un cœur (en) de Thornton Freeland
- 1931 : Don't Bet on Women de William K. Howard
- 1932 : Kid d'Espagne de Leo McCarey
- 1932 : Okay, America! de Tay Garnett
- 1932 : Disorderly Conduct de John W. Considine Jr.
- 1932 : She Wanted a Millionaire de John G. Blystone
- 1933 : Son dernier combat (en) de Kurt Neumann
- 1933 : Scandales romains de Frank Tuttle
- 1933 : Le Baiser devant le miroir  (The Kiss Before the Mirror) de James Whale
- 1933 : Dehors la nuit de Sam Taylor
- 1934 : Du drame à la blague de Edward Laemmle
- 1934 : La Rançon du bonheur de Christy Cabanne
- 1934 : Et demain ? de Frank Borzage
- 1934 : Let's Be Ritzy de Edward Ludwig
- 1934 : I Believed in You de Irving Cummings
- 1936 : Suzy de George Fitzmaurice
- 1936 : Le Grand Ziegfeld de Robert Z. Leonard
- 1937 : Rosalie de W. S. Van Dyke
- 1939 : The Honeymoon's Over de Eugene Forde
- 1939 : Risky Business (en) de Arthur Lubin
- 1940 : Lillian Russell de Irving Cummings
- 1941 : La Danseuse des Folies Ziegfeld de Robert Z. Leonard

## Nominations
- Oscars du cinéma 1937 : Oscar de la meilleure histoire originale pour Le Grand Ziegfeld